# Herpetacanthus
Herpetacanthus is een geslacht van planten uit de acanthusfamilie (Acanthaceae). De soorten uit het geslacht komen voor in het zuidelijke deel van Centraal-Amerika en in het noordelijke deel van Zuid-Amerika.

## Soorten
- Herpetacanthus acaulis Wassh.
- Herpetacanthus acuminatus (Lindau) Bremek.
- Herpetacanthus angustatus Indriunas & Kameyama
- Herpetacanthus chalarostachyus Indriunas & Kameyama
- Herpetacanthus delicatus Indriunas & Kameyama
- Herpetacanthus longiflorus Moric.
- Herpetacanthus longipetiolatus Indriunas & Kameyama
- Herpetacanthus macahensis Nees
- Herpetacanthus macrophyllus Nees
- Herpetacanthus magnobracteolatus Indriunas & Kameyama
- Herpetacanthus melancholicus Nees
- Herpetacanthus napoensis Wassh.
- Herpetacanthus neesianus Indriunas & Kameyama
- Herpetacanthus panamensis Leonard
- Herpetacanthus parvispica Indriunas & Kameyama
- Herpetacanthus pauciflorus Indriunas & Kameyama
- Herpetacanthus rotundatus (Lindau) Bremek.
- Herpetacanthus rubiginosus Nees
- Herpetacanthus stenophyllus Gómez-Laur. & Grayum
- Herpetacanthus strongyloides Indriunas & Kameyama
- Herpetacanthus tetrandrus (Nees & Mart.) Herter

... · 
Acanthopsis · 
Acanthus · 
Achyrocalyx · 
Afrofittonia · 
Ambongia · 
Ancistranthus · 
Andrographis · 
Angkalanthus · 
Anisacanthus · 
Anisosepalum · 
Anisotes · 
Anomacanthus · 
Aphanosperma · 
Aphelandra · 
Ascotheca · 
Asystasia · 
Avicennia · 
Ballochia · 
Barleria · 
Barleriola · 
Blepharis · 
Borneacanthus · 
Boutonia · 
Brachystephanus · 
Bravaisia · 
Brillantaisia · 
Brunoniella · 
Calacanthus · 
Calycacanthus · 
Camarotea · 
Carlowrightia · 
Celerina · 
Cephalacanthus · 
Chalarothyrsus · 
Chamaeranthemum · 
Chileranthemum · 
Chlamydacanthus · 
Chlamydocardia · 
Chorisochora · 
Chroesthes · 
Clinacanthus · 
Clistax · 
Codonacanthus · 
Conocalyx · 
Cosmianthemum · 
Crabbea · 
Crossandra · 
Crossandrella · 
Cyclacanthus · 
Cynarospermum · 
Cyphacanthus · 
Danguya · 
Dasytropis · 
Dichazothece · 
Dicladanthera · 
Dicliptera · 
Dischistocalyx · 
Duosperma · 
Dyschoriste · 
Ecbolium · 
Echinacanthus · 
Elytraria · 
Encephalosphaera · 
Eranthemum · 
Eremomastax · 
Filetia · 
Fittonia · 
Forcipella · 
Glossochilus · 
Graphandra · 
Graptophyllum · 
Gymnostachyum · 
Gypsacanthus · 
Hansteinia · 
Haplanthodes · 
Harpochilus · 
Hemigraphis · 
Henrya · 
Herpetacanthus · 
Heteradelphia · 
Holographis · 
Hoverdenia · 
Hulemacanthus · 
Hygrophila · 
Hypoestes · 
Ichthyostoma · 
Isoglossa · 
Isotheca · 
Jadunia · 
Justicia · 
Kalbreyeriella · 
Kosmosiphon · 
Kudoacanthus · 
Lankesteria · 
Leandriella · 
Lepidagathis · 
Megalochlamys ·
Ruellia · 
Strobilanthes · 
Thunbergia · 
...